# John Christopher Smith
John Christopher Smith (né Johann Christoph Schmidt ; Ansbach, 1712 — Londres, 1795) est un compositeur anglais qui, comme son père, est devenu le secrétaire et copiste de Georg Friedrich Haendel.

## Biographie
John Christopher Smith est le fils de Johann Christoph Schmidt (John Christopher Smith senior, mort en 1763), premier copiste londonien de Haendel. Haendel connaissait de Halle son père et l'avait fait venir d'Allemagne en 1716. John Christopher senior avait amené sa famille à Londres aux alentours de 1720.
John Christopher Smith junior prend quelques leçons de Haendel et de Johann Christoph Pepusch, mais étudie principalement avec Thomas Roseingrave. Il devient ensuite le secrétaire, assistant et copiste de Haendel, lorsque la cécité a empêché Haendel d'écrire ou de diriger dans ses dernières années. La dernière année de direction d'oratorios par Haendel se situe en 1752.
La collaboration de Haendel avec Smith père s'est arrêtée dans les années 1750, mais il est resté en bons termes avec le fils. À partir de 1753 jusqu'à la mort du compositeur en 1759, Smith dirige les oratorios de Haendel qui sont interprétés ces années-là. Haendel lègue à Smith les instruments à clavier dans sa maison au 25 Brook Street et ses manuscrits. Après la mort de Haendel, Smith est impliqué avec John Langshaw dans un projet de transcription des pièces du musicien pour orgue mécanique.
Après le succès de son oratorio Paradise Lost, en 1760, il est nommé directeur artistique du Théâtre royal de Covent Garden, position qu'il est contraint d'abandonner pour raisons de santé en 1772. Lors de l'octroi d'une rente annuelle par le Roi en 1774, Smith se retire à Bath. Il est mort à Londres.

## Œuvre
Le premier opéra à l'italienne de Smith, Teraminta sur un livret de Henry Carey est créé à Londres le 20 novembre 1732 au Lincoln's Inn Fields ; suivi de près par Ulysse, sur un livret de Samuel Humphreys, le 17 avril 1733 au même endroit. Ulysse est un échec retentissant, après quoi il a décidé de ne plus monter d'autres opéras. En 1740, encouragé par Haendel, il décide d'organiser sa propre série de concerts d'abonnement. Au cours des neuf années suivantes, il fait jouer six opéras en italien : Rosalinda sur un texte de Jean Lockman (exécutée pour la première fois le 4 janvier 1740 aux Hickford's Rooms de Londres), Issipile en 1743, Il Ciro riconosciuto en 1744 et trois autres opéras maintenant perdus : Dario en 1746, Demofoonte en 1747 et Artaserse en 1749 (tous les cinq opéras sur des livrets de Métastase). Plus tard, y compris les trois écrits par David Garrick et basés sur Shakespeare - Les Fées (3 février 1755 à Drury Lane, Londres), après A Midsummer night's Dream et La Tempête (11 février 1756, Drury Lane, Londres) — et un succès afterpiece, L'Enchanteur (13 décembre 1760, Drury Lane, Londres). Le succès de sa collaboration avec Benjamin Stillingfleet produit son dernier opéra, Médée en 1763.[réf. nécessaire]
Son premier oratorio, David Lamentation sur Saül et Jonathan sur un livret de John Lockman, est produit le 22 février 1740 aux Hickford's Rooms. La même année, il compose également Les Saisons sur un poème de James Thomson. Entre 1759 et 1768, il dirige les interprétations annuelles de Messie au Foundling Hospital, où il est organiste. Le Paradis perdu, d'abord exécuté le 29 février 1760, est son plus grand succès sur un livret de Benjamin Stillingfleet d'après John Milton, quatre plus tard, tous créés à la Royal Opera House, Covent Garden, sont largement repris de la musique de Haendel : Rebecca le 4 mars 1761 sur un texte de Benjamin Stillingfleet, Nabal (16 mars 1764), Tobie (1764) et Gideon (10 février 1769), tous les trois sur des textes de Thomas Morell. Des informations sur les trois autres oratorios sont rares : Judith sur un livret de Robert Price, Jehosaphat et Rédemption sur un livret de William Coxe. Ce dernier a été découvert à la Bibliothèque nationale de France en 1998.
Parmi ses autres œuvres figurent cinq opus de musique pour clavecin (1732–1763) :
- Suites de pièces pour le clavecin, op. 1 (éd. John Walsh senior, 1732) ; 6 suites,
- Suites de pièces pour le clavecin, op. 2 (éd. John Walsh senior, 1735) ; 6 suites,
- Six Suits of Lessons for the Harpsicord, op. 3 (éd. John Walsh junior, 1755),
- A Collection of Lessons for the Harpsicord, op. 4 (éd. John Walsh junior, 1757),
- XII Sonatas for the Harpsichord, op. 5 (éd. John Walsh junior, 1765) ;

Et un livre de cantiques (1765), un service funèbre (1772) pour la Princesse de Galles douairière, son élève au clavecin et deux cantates : Hiver, ou Daphné sur le texte des Fourth Pastoral de Pope (1746) et Thamesi, Isi, e Proteo en l'honneur de Frédéric, Prince de Galles.